# Strobilanthes leucopogon
Strobilanthes leucopogon är en akantusväxtart som beskrevs av Ridley. Strobilanthes leucopogon ingår i släktet Strobilanthes och familjen akantusväxter. Inga underarter finns listade i Catalogue of Life.